# Soledade de Minas
Soledade de Minas là một đô thị thuộc bang Minas Gerais, Brasil. Đô thị này có diện tích 196,859 km², dân số năm 2007 là 5518 người, mật độ 27 người/km².